# Codex Runicus
Codex runicus er et håndskrift på 101 blade af skind (velin) fra ca. 1300, skrevet med runer. Det indeholder en af de ældste og bedst bevarede versioner af Skånske Lov og andre, mindre tekster. Håndskriftet forvares i Den Arnamagnæanske Samling (AM 28,8°) i København og er enestående for nordiske lovtekster.
Det mest kendte fra det er noderne til melodien "Drømte mig en drøm i nat", der i over halvtreds år blev brugt som pausesignal af Danmarks Radio.